# Chantal Groot
Chantal Groot (* 19. Oktober 1982 in Amsterdam) ist eine niederländische Schwimmerin.

## Werdegang
Groots Paradestrecke sind die 50 Meter Schmetterling. Sie war insgesamt zwischen 2000 und 2008 bei drei Olympischen Sommerspielen dabei. 2000 in Sydney nahm sie nur an Staffelentscheidungen mit der niederländischen Staffel teil. Gemeinsam mit der 4-mal-100-Meter-Freistilstaffel gewann sie die Silbermedaille. Sie schwamm im Vorlauf für die Topschwimmerin Inge de Bruijn, welche sich fürs Finale schonte.
Mit der 4-mal-200-Meter-Freistil- und 4-mal-100-Meter-Lagenstaffel belegte sie den elften beziehungsweise 14. Platz.
Vier Jahre später bei den Olympischen Sommerspielen 2004 in Athen gewann sie mit der 4-mal-100-Meter-Freistilstaffel die Bronzemedaille. Anders als in Sydney schwamm sie gemeinsam mit Inge Dekker, Marleen Veldhuis und Inge de Bruijn im Finale. Außerdem wurde sie über 100 Meter Schmetterling 21. und mit der niederländischen 4-mal-100-Meter-Lagenstaffel Sechste.
Ihr bisher größter Erfolg stellte der Gewinn der Goldmedaille über 50 Meter Schmetterling bei den Schwimmeuropameisterschaften 2008 im eigenen Land, in Eindhoven dar. Dort qualifizierte sie sich auch als Sechste über 100 Meter Schmetterling für die Olympischen Sommerspiele 2008 in Peking, wo sie schlussendlich über diese Distanz den 30. Endrang belegte.
Im April 2008, bei den Kurzbahnweltmeisterschaften in Manchester, wurde sie über die 100 Meter Schmetterling Sechste.

### Rekorde
Sie stellte gemeinsam mit den niederländischen Freistilstaffeln zahlreiche Europarekorde auf. Bei den Kurzbahneuropameisterschaften 2003 in Dublin und 2005 in Triest verbesserte sie jeweils den 4-mal-50-Meter-Freistileuroparekord.
Beim Titelgewinn über 4 × 100 Meter Freistil, bei den Kurzbahnweltmeisterschaften 2006 in Shanghai schlug sie gemeinsam mit Marleen Veldhuis, Inge Dekker und Hinkelien Schreuder in der neuen Weltrekordzeit von 3:33,32 min an.